# Джейд (Mortal Kombat)
Джейд (англ. Jade) — вигаданий ігровий персонаж із серії Mortal Kombat. Вперше з'явилась в 1993 році як недоступний для керування секретний персонаж Mortal Kombat II в костюмі зеленого кольору зі зміненою палітрою Кітани. Вже в 1995 році Джейд стала грабельним персонажем у Ultimate Mortal Kombat 3. Вона також з'являлася у інших творах медіафраншизи Mortal Kombat. Персонаж Джейд отримав позитивні відгуки фанатів, було запропоновано додати персонажа у майбутніх частинах гри.

## Концепція
Вперше, як неігровий персонаж, Джейд з'явилася в другій частині серії - Mortal Kombat II, у вигляді перефарбованої в зелений колір Кітани, але з темнішою шкірою(за винятком версій для Sega Mega Drive та Sega Saturn ) і віялом золотистого кольору замість срібного. Зелений колір для ще безіменного персонажа запропонувала Каталін Заміар, актриса, яка грала Кітану, Міліну та Джейд під час спільного обговорення на рахунок запровадження нового бійця. У Ultimate Mortal Kombat 3 і наступних частинах серії, незважаючи на те, що колір шкіри Міліни іноді здається темнішим, ніж у Кітани, але шкіра Джейд залишається незмінно найтемнішою. За аналогією з персонажами ніндзя чоловічої статі в іграх серії Mortal Kombat, Кітана, Міліна та Джейд значно еволюціонували від їхнього початкового вигляду, додаткових образів та інших особливостей, як, наприклад, зачіски в пізніх іграх цієї серії.

## Поява
У Mortal Kombat II Джейд була таємним, прихованим персонажем. Користуючись підказками гри у випадкових боях, гравець отримував доступ до логова Горо, де Джейд була його противником.
Пізніше, вже як ігровий персонаж, Джейд з'явилася в Ultimate Mortal Kombat 3. На початку сюжету гри вона була слугою Шао Кану, який планував використати її, як резервну силу, у випадку, якщо інші його воїни програють на другому турнірі, не витримавши запеклої атаки воїнів Землі. Як і принцеса Кітана, з якою Джейд товаришувала з самого дитинства, вона родом не із Зовнішнього Світу, а з Еденії, і це все що відомо про ранні етапи її життя. У подіях Ultimate Mortal Kombat 3 Кітану засуджують до смерті за зраду, яка полягала в тому, що принцеса вбила Міліну. Шао Кан наказав Джейд та Рептилії, пробратися на Землю і взяти бунтівну принцесу в полон. Але під кінець Джейд переходить на сторону Кітани та зупиняє Рептилію, зраджучючи Шао Кану.
У Mortal Kombat: Deception Джейд стає свідком зловісних подій: Онага воскресає Кітану та її загиблих друзів і накладає на них закляття, щоб перетворити їх на своїх вірних слуг. Джейд повернувшись в Еденію, знаходить королеву Сіндел, яка до цього була замкнена у в'язниці під охороною власної дочки. Джейд нападає на Кітану і швидко заманює її у клітку. Кітана починає кликати варту, але Джейд встигає звільнити Сіндел, і вони разом втікають до Зовнішнього Світу через портал. Джейд вирішує допомогти Сіндел звільнити Кітану від закляття Онаги, а також вирішує знайти Таню і помститися їй за ще одну зраду Еденії.
У Mortal Kombat: Armageddon знайшовши силу Блейза, Джейд здійснила своє головне бажання. Крикнувши з неймовірною силою, вона розколола надвоє піраміду. В цю піраміду вона одним вдохом затягла всі сили зла, після чого дві половини знову зійшлися, навіки воїнів пітьми всередині піраміди. Джейд стала героєм, а піраміда залишилася на своєму місці як попередження тим, хто колись вирішить зазіхнути на Еденію. 

### Mortal Kombat (2011)
Лейтенант Соня Блейд прибула на острів з метою знайти Кано — голову злочинного угруповання "Чорний дракон", який дізнався, що на острові Шан Цзуна заховані скарби, але вона натикається на свого командира, Джексона Бріггса. Шан Цзун послав Джейд та Кітану щоб зупинити їх. Соня викликала підкріплення, але Шан Цзун збив гелікоптер спецназу, який летів на допомогу в останній момент. Соня прийнявши виклик Кітани та Джейд перемагає їх.
Наступна сцена, з появленням Джейд, відбувається на узбережжі Зовнішнього світу. Джейд переслідує Кітану. Нарешті Кітана не витримавши, дає зрозуміти, що вона помітила Джейд. Кітана просить дати їй спокій, але Джейд каже, що не може виконати прохання кращої подруги, оскільки імператор Шао Кан наказав Джейд охороняти його дочку. Китана перемагає Джейд і та більше не може переслідувати Кітану. Рейден спрямовує Кітану на вірний шлях і приймає їх у товариство «Білого лотоса». Він каже, що треба змінити майбутнє, у якому всі бійці турніру загинуть, а всі світи будуть приречені. Для цього вона має вирушити до лабораторії Шан Цзуна, яка знаходиться у зачарованому лісі зовнішнього світу. Джейд знову повертається до своєї варти і встає на шляху Кітани. Китана просить пропустити її, але Джейд знову каже, що Шан Цзун наказав нікому не входити до лабораторії, окрім його самого й імператора Шао Кана. Китана знову перемагає Джейд і входить до лабораторії, де вона бачить, капсули наповнені зеленою рідиною, а в них гібрид Кітани та таркатанця. На операційному столі лежить ще один гібрид. Китана підходить до гібриду, той несподівано встає і хоче родитися з Китаною і вважає, що вона її сестра, але Китана стверджує, що вона не її сестра і вступає з гібридом в бій. В цей час до лабораторії входить Шан Цзун. Китана викликає на двобій Шан Цзуна. Китана перемагає його та поспішає до палацу Шао Кана. Там вона розповідає батькові, що бачила в лабораторії Шан Цзуна, і просить стратити його. Тоді Шао Кан підходить до Шан Цзуна і каже, щоб той продовжував у тому ж дусі. Китана робить догану батькові, але той заперечує, що він її батько і розповідає долю її справжнього батька: він втратив контроль над тілом, коли Шао Кан переселився у його тіло, а душу віддав Шан Цзуну. Він наказує стратити Кітану і оголошує, що Мілена (гібрид із лабораторії) його дочка. Це бачила Джейд з-за рогу і заприсяглася навіть ціною власного життя врятувати подругу. Вона входить у товариство «Білого лотоса» і просить Рейдена допомогти Китані. Рейден погоджується, і коли «Білий лотос» прийшов рятувати Кітану, їх зустріла не Китана, а Шива і Рептилія, та був приєднався і Горо (Правда Кітану рятувала не Джейд, а Лю Кан і Кун Лао).
Після воскресіння Сіндел її відправили вбити всіх членів «Білого лотоса». Вижили лише Соня Блейд та Джонні Кейдж. Синдел розірвала живіт Джейд і вирвала звідти печінку. Нічний вовк наклав на себе руки, але покінчив і з Синдел. Коли Лю Кан та Рейден повернулися з Нексуса було вже пізно. Лю Кан покинув «Білий лотос». Тоді Рейден вирушив у Нижній світ, просити допомоги у Куан Чі замість його душу і душі полеглих цієї війні. Але Куан Чі відмовився допомагати, оскільки домовився з Шао Каном, що якщо душі ордена «Білого лотоса» впадуть, то вони вирушать у Нижній світ і обміняють душу Сіндел на воскресіння Сіндел. І направив на Рейден свою армію, що складається з Сіндел, Кабала, Джакса Бріггса, Страйкера, Джейд, Кітани, Нічного Вовка і Кун Лао. Після перших трьох противників Куан Чи підказує Рейдену, але той думає що це просто балаканина, а після других трьох суперників Рейден розгадує загадку: треба дати Шао Кану об'єднати два світи, тоді Стародавні боги розгніваються і наділять Рейдена силою, яка зможе перемогти Шао Кан. З зомбі Джейд гравця битися не належить.
Кінець у МК (2011): Після перемоги над Шао Каном Джейд була вкрай виснажена. Вона заснула і потрапила у новий світ, Світ снів, де стала його королевою. Довгий час вона спостерігала за тим, що відбувається з боку, але тепер, коли вона знайшла кращого воїна, вона може втрутитися в реальність.